# Набор и Феликс

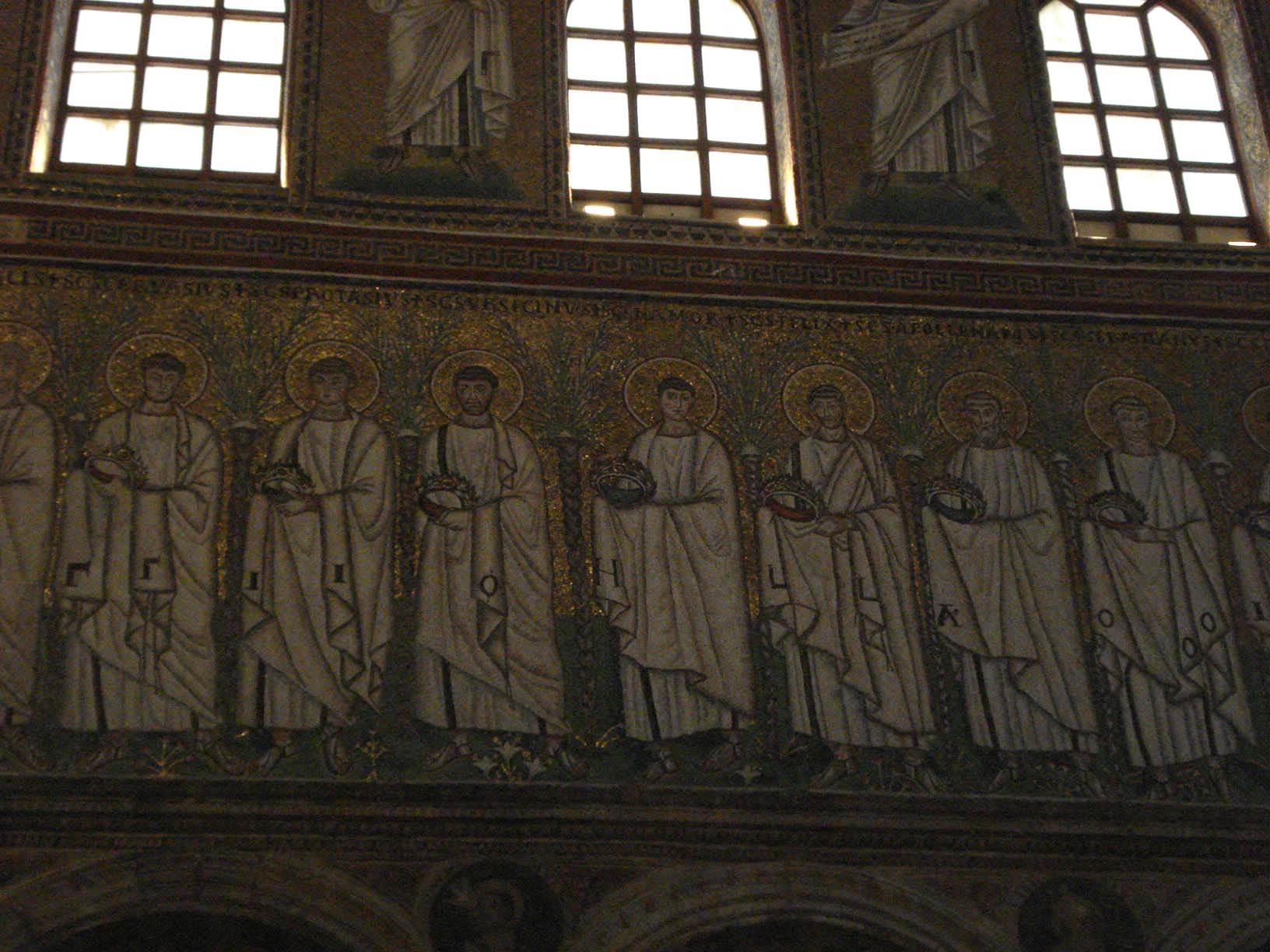
Набор и Феликс (четвёртый и третий справа) в равеннской базилике Сант-Аполлинаре-Нуово

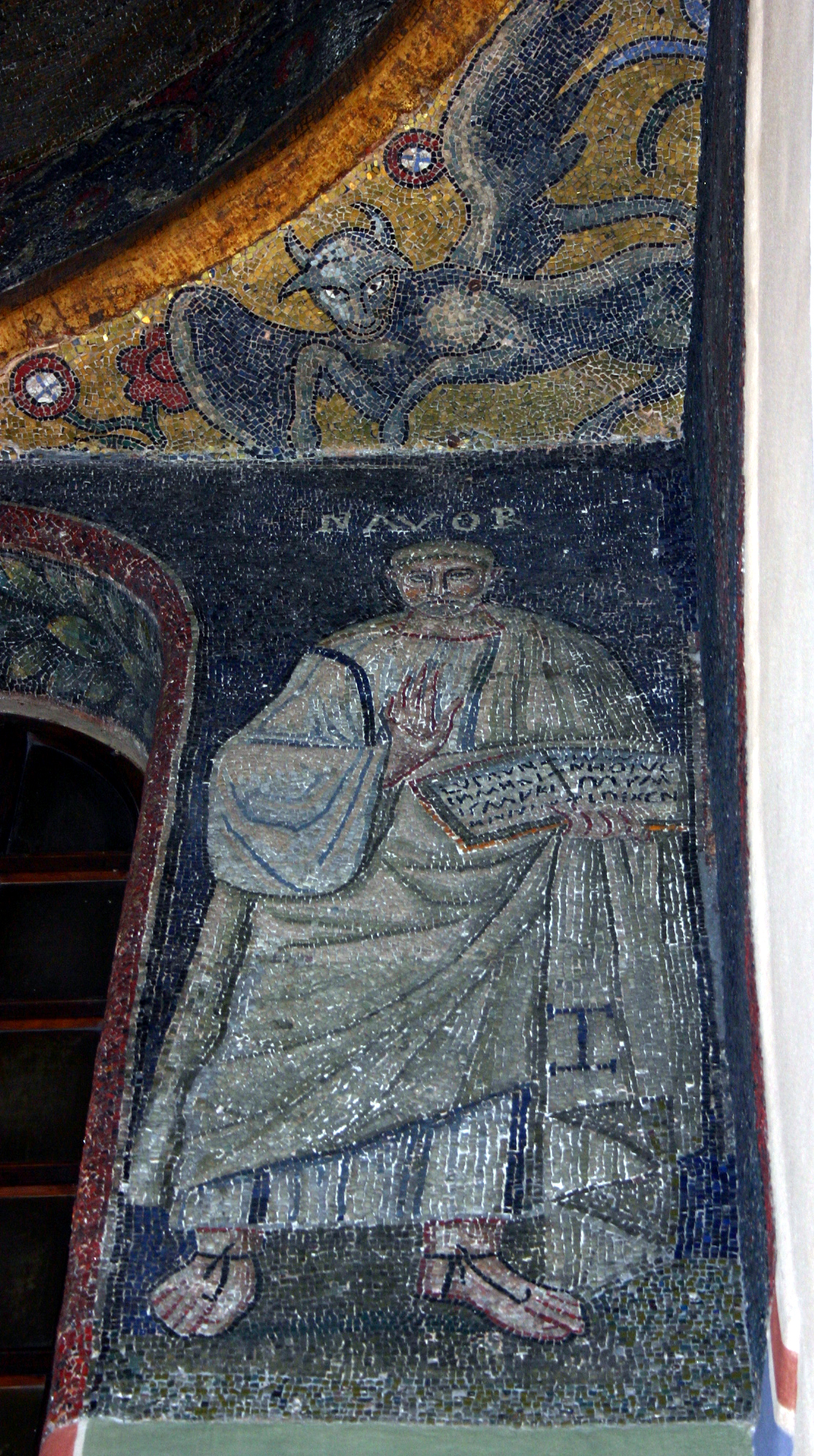
Святой Набор. Мозаика IV века в San Vittore in ciel d'oro, Милан.

Набор и Феликс — христианские мученики, пострадавшие во время гонения на христиан при императоре Диоклетиане. Память в Католической церкви — 12 июля по дореформенному календарю.
Сведения об этих святых почерпнуты из мученических Актов, относящихся к концу IV века; более ранних данных не сохранилось, что характерно для многих раннехристианских святых. Согласно Актам Набор и Феликс были римскими солдатами, уроженцами Мавретании, обезглавленными за христианскую веру в Медиолане в гонения Диоклетиана. В IV веке Амвросий Медиоланский перенёс их мощи с кладбища, находившегося за городскими стенами, в одну из новопостроенных базилик. Перенесение мощей зафиксировано биографом Амвросия святым Павлином Ноланским. В 1158 году Фридрих Барбаросса, взяв Милан, передал часть мощей Набора и Феликса своему канцлеру Райнальду фон Дасселю, который перенёс их в Кёльн, где они были помещены в кафедральном соборе.
В 1969 году имена Набора и Феликса были изъяты из нового богослужебного календаря Римской церкви, но богослужения в их честь могут совершаться на усмотрение конкретной епархии или прихода.